# しのへけい子
しのへ けい子（しのへ けいこ、1963年4月5日 - ）は、日本の女優。
岩手県盛岡市出身。岩手女子高等学校卒業。宝井プロジェクト所属。身長：159cm、血液型はO型。特技はアイススケート、乗馬。
過去にはJAC（現：ジャパンアクションエンタープライズ）に在籍していた。

## 作品

### 映像作品
- スチャダラパーの悪夢（2009年11月25日、NFBD-27197）

## 出演

### テレビドラマ

#### NHK
- 深く潜れ〜八犬伝2001〜 第6話（2000年）
- ズッコケ三人組3 第4話（2001年）
- 君を見上げて 第3話（2002年）
- トキオ 父への伝言 第5話（2004年）
- 病院のチカラ〜星空ホスピタル〜 第2話（2007年）アパートの隣人 役
- ゴーストフレンズ 第2話（2009年） - 青木梅子 役
- 謎解きLIVE 忍びの里殺人事件（2014年） ‐ 兎山月子 役
- いだてん〜東京オリムピック噺〜 第3話 - 8話、13話 - 16話、18話 - 20話（2019年）寄宿舎の賄い婦 役

#### 日本テレビ
- 竜馬におまかせ!　第1話（1996年）
- 火曜サスペンス劇場
  - 名無しの探偵12（1996年）
- 世紀末の詩 第7話（1998年）
- サイコメトラーEIJI2 第3話（1999年）
- 平成夫婦茶碗〜ドケチの花道〜 第3話（1999年）
- 新宿暴走救急隊 第1話（2000年）
- ビューティ7（2001年）エステの客 役
- ごくせん 第1話（2002年）焼き鳥屋のおばちゃん 役
- 幸福の王子 第9話（2003年）スーパーの客 役
- 彼女が死んじゃった 第1話（2004年）
- 仔犬のワルツ 第5話（2004年）女囚 役
- あいのうた 第4話（2005年）
- 59番目のプロポーズ（2006年）
- バンビ〜ノ! 第9話（2007年）
- 恋のから騒ぎ ドラマスペシャル 「葬儀屋の女」（2008年）
- 栞と紙魚子の怪奇事件簿 第4話（2008年）
- スクラップ・ティーチャー〜教師再生〜 第3話（2008年）漁師 役
- サムライ・ハイスクール 第1話（2009年）
- 秘密諜報員 エリカ 第3話（2011年）
- ティーンコート 第1話（2012年）
- たぶらかし-代行女優業・マキ- 第9話（2012年）
- トッカン -特別国税徴収官- 第6話（2012年）
- 東京全力少女（2012年）
- 泣くな、はらちゃん（2013年）中野さん 役
- 35歳の高校生 第2話（2013年）おばちゃん 役
- でたらめヒーロー 第7話（2013年）
- 獣医さん、事件ですよ 第4話（2014年）
- THE LAST COP/ラストコップ（2015年）
- 婚活刑事 第1話（2015年）
- デスノート 第8話（2015年）
- 天才バカボン〜家族の絆（2016年）バスの乗客 役
- お迎えデス。 第3話（2016年）
- 世界一難しい恋 第6話（2016年）定食屋のおばちゃん 役
- 家売るオンナ 第3話（2016年）足立クラブのマダム 役
- THE LAST COP/ラストコップ episode0（2016年）
- 天才バカボン2（2017年）
- スーパーサラリーマン左江内氏 第9話（2017年）
- もみ消して冬〜わが家の問題なかったことに〜 第6話（2018年）秋山晶江 役
- 崖っぷちホテル! 第1話（2018年）
- イノセンス 冤罪弁護士 第2話（2019年）
- 家売るオンナの逆襲 第8話、10話（2019年）足立クラブのマダム 役
- 美食探偵 明智五郎 第2話（2020年）
- 悪女（わる）〜働くのがカッコ悪いなんて誰が言った?〜（2022年） - 吉田 役
- となりのナースエイド（2024年） - 佐藤洋子 役
- 恋は闇 第5話（2025年5月14日） - ホストクラブの客 役[6]

#### TBS
- 恋とオムレツ（1986年）ハル子 役
- ひとりぼっちの君に 第1話（1998年）
- 天国に一番近い男 第1話（1999年）
- 恋の神様 第8話（2000年）
- 池袋ウエストゲートパーク 第7話（2000年）主婦 役
- オヤジぃ。 第8話（2000年）PTA 役
- 真夏のメリークリスマス 第7話（2000年）おばさん 役
- 恋がしたい恋がしたい恋がしたい 第11話（2001年）主婦 役
- こちら本池上署 主婦 役
- やんパパ 第1話（2002年）
- ケータイ刑事 銭形零 第10話（2004年）秋野モミジ　役
- スパイ道 第19話（2005年）
- 今夜ひとりのベッドで 第3話（2005年）
- 月曜ミステリー劇場
  - 検察審査会（2005年）
- 弁護士のくず 第10話（2006年）
- きらきら研修医 第1話（2007年）
- 恋する日曜日（2007年 - 2008年）
- 魔王 第3話（2008年）
- 恋空 第2話（2008年）タツヤの母 役
- 東京少女ユ・ソルア 第4話（2009年）
- 月曜ゴールデン
  - 弁護士 一之瀬凛子2（2010年）入院患者 役
- うぬぼれ刑事 第2話（2010年）マッサージ店の店長 役
- GM〜踊れドクター 第4話・第9話（2010年）掃除婦 役
- SPEC〜警視庁公安部公安第五課 未詳事件特別対策係事件簿〜 第2話（2010年）家政婦 役
- ドラゴン青年団 第9話 - 最終話（2012年）光山町婦人会員 役
- MONSTERS 第7話（2012年）
- とんび 第3話（2013年）
- 空飛ぶ広報室 第7話（2013年）スーパーの試食係 役
- 時計屋の娘（2013年）
- Dr.DMAT 第5話（2013年）
- おやじの背中 第9話（2014年）
- 3つの街の物語（2015年）
- あなたのことはそれほど 第3話（2017年）
- ハロー張りネズミ 第6話（2017年）
- G線上のあなたと私 第1話（2019年）
- 恋はつづくよどこまでも 第1話・第6話（2020年） - 赤井八重子 役
- ＃家族募集します（2021年）にじやの常連客 役
- 石子と羽男-そんなコトで訴えます?-（2022年） ‐ 橋本佳津 役

#### フジテレビ
- 世にも奇妙な物語
  - 「モルモット」（1991年）
  - 「才能玉」（2007年）
- 世界で一番パパが好き 第9話（1998年） - 八百屋の奥さん 役
- 恋愛結婚の法則 第1話（1999年）
- 花村大介 第11話（2000年） - 中年女性患者 役
- ストレートニュース 第1話（2000年）
- できちゃった結婚 第1話（2001年）
- ウエディングプランナー SWEET デリバリー 第5話（2002年）
- 金曜エンタテイメント
  - 温泉名物女将!湯の町事件簿2（2002年）
  - 天使の歌声 〜小児病棟の奇跡〜（2002年）
  - 女ざかり!!区役所の名探偵3（2002年）
  - ぶどうの木〜里親と子供たちの愛の物語〜（2003年）
- FIRE BOYS 〜め組の大吾〜 第2話（2004年）
- 美女か野獣　第9話（2003年） - 母 役
- 契約結婚 第42話（2005年）
- さいごの約束（2006年）
- のだめカンタービレ 第8話（2006年）
- 佐賀のがばいばあちゃん（2007年） - しげるの母 役
- プロポーズ大作戦 第2話・スペシャル（2008年） - 購買部のおばちゃん 役
- 山おんな壁おんな 第9話（2007年）
- 無理な恋愛 第3話（2008年）
- 金曜プレステージ
  - ハマの静香は事件がお好き 5（2008年）
  - 森村誠一サスペンス・破婚の条件（2011年） - アパートの大家 役
  - 容疑者 室井慎次（2012年） - 事務員 役
  - 赤い霊柩車31（2013年）
- 復讐の女神たち（2008年）
- VACATIO（2008年）
- シバトラ 第1話 - 2話（2008年） - 熟女 役
- オトメン（乙男） 第5話（2009年） - 八百屋のおばちゃん 役
- フリーター、家を買う。 第3話（2009年） - ゴミ捨て場の主婦 役
- 天使の代理人 第2話（2010年）入院患者 役
- フジテレビヤングシナリオ大賞『さよならロビンソンクルーソー』（2010年）
- HUNTER〜その女たち、賞金稼ぎ〜 第3話（2011年）
- 早海さんと呼ばれる日 第2話（2012年）
- 最後から二番目の恋 第10話（2012年） - ふゆみ 役
- リーガル・ハイ 第4話（2012年）
- PRICELESS〜あるわけねぇだろ、んなもん!〜 第2話（2012年） - アンケートのおばちゃん 役
- Oh,My Dad!! 第1話・第2話（2013年） - 仲川孝子 役
- 明日の光をつかめ -2013 夏- 第37話（2013年）
- 独身貴族 第1話（2013年）
- ミス・パイロット 第2話（2013年）
- よろず占い処 陰陽屋へようこそ 第5話（2013年）
- アニメ「サザエさん」放送45周年記念 サザエさん アニメ＆ドラマで2時間半SP（2013年）
- ファースト・クラス 第2話（2014年）
- GTO 第3話（2014年） - 百合原さつきの母 役
- 赤と黒のゲキジョー
  - 浅見光彦シリーズ51（2014年）
- プラチナエイジ 第26話・第31話・第35話（2015年）
- 早子先生、結婚するって本当ですか? 第6話（2016年）
- キャリア〜掟破りの警察署長〜 第1話・第6話 - 7話（2016年）
- 大貧乏 第3話（2017年）
- 民衆の敵〜世の中、おかしくないですか!?〜 第1話（2017年）
- 僕はまだ君を愛さないことができる 第1話・第14話 - 15話（2019年）
- パパがも一度恋をした 第2話（2020年）
- 地獄のガールフレンド 第3話（2020年）
- 風間公親-教場0- 第4話（2023年） - 嘉野邦江 役
- 小野寺凪 第1話（2023年） - 女性客 役
- あなたを奪ったその日から 第9話（2025年6月16日、関西テレビ） - マンションの管理人 役[7]

#### テレビ朝日
- はみだし刑事情熱系 - 主婦C 役
- 月下の棋士 第4話（2000年） - 看護婦 役
- TRICK 第1話（2000年） - 安岡郁恵 役
- ただいま満室　第1話（2000年）
- ああ探偵事務所 第3話（2004年）
- 富豪刑事 第1話（2005年）
- 仮面ライダーシリーズ
  - 仮面ライダー響鬼 第4話（2005年） - 自転車の女 役
  - 仮面ライダーフォーゼ（2011年） - 野座間晴子 役
  - 仮面ライダードライブ 第2話（2014年） - 主婦 役
- だめんず・うぉ〜か〜 第6話（2006年）
- 帰ってきた時効警察 第2話（2007年）
- 土曜ワイド劇場
  - 「逆転弁護」（2006年）
  - 「刑事殺し」（2007年）
  - 「遺品の声を聴く男4」（2013年）
  - 「セイアン〜生活安全特捜隊」（2014年）
- 未来講師めぐる 第4話（2008年）- 女学生（結婚後） 役
- サラリーマン金太郎（2009年）
- 特命係長 只野仁 第32話（2009年）- 韓流ファン 役
- 相棒
  - Season 8 第4話（2009年）
  - Season 11 第7話（2012年） - 主婦 役
- 天装戦隊ゴセイジャー 第8話（2010年） - 主婦 役
- 刑事定年 第1話（2010年）
- 13歳のハローワーク 第1話（2012年）
- 警部補 矢部謙三 第2シリーズ（2013年） - 女将（安岡郁恵） 役
- 私の嫌いな探偵 第8話（2014年）
- 刑事7人 第8話（2015年）
- 女囚セブン（2017年） - 大文字典子 役
- 日曜ワイド
  - 人類学者・岬久美子の殺人鑑定7（2017年）
- ヒモメン 第2話（2018年）
- 僕とシッポと神楽坂 第6話（2018年）
- ドクターX〜外科医・大門未知子〜 第6話（2019年）
- ケイジとケンジ〜所轄と地検の24時〜 第1話（2020年） - 川尻光恵 役
- 日曜プライム
  - 庶務行員 多加賀主水が許さない4（2020年） - 黒沢恵子 役

#### テレビ東京
- バースデイ〜こちら椿産婦人科〜 第7話（1999年11月24日）
- 女と愛とミステリー
  - 逃げ口上〜路線バス爆破事件!（2002年）
  - 猪熊夫婦の駐在日誌 西伊豆・不倫殺人事件!青い海と青い花の謎（2004年）
- 魔弾戦記リュウケンドー（2006年） - 姫野美咲 役
- 水曜ミステリー9
  - 密会の宿6（2007年）
- Cafe吉祥寺で 第47話（2008年）
- サギ師リリ子 第11話（2009年）
- トミカヒーローシリーズ
  - トミカヒーロー レスキューフォース（2009年）ミサキ 役
  - トミカヒーロー レスキューファイアー（2009年） - 恵ヨシエ 役
- 14歳〜千原ジュニア たった1人の闘い（2009年）
- 俺たちは天使だ! NO ANGEL NO LUCK 第1話（2009年）依頼人 役
- ウルトラマンギンガS 第11話（2014年）中年女性 役
- 僕らプレイボーイズ 熟年探偵社 第4話（2015年） - 下村美土里 役
- 昼のセント酒 第1話（2016年）居酒屋の女将さん 役
- Iターン 第1話 - 2話（2019年） - 土沼キヨ子 役

#### 東名阪ネット6
- エアーズロック 第1話（2012年）ゴカンピーチ・オーディション応募者 役

#### WOWOW
- 連続ドラマW
  - コールドケース 〜真実の扉〜 第3話（2016年）
  - プラージュ 〜訳ありばかりのシェアハウス〜 第1話（2017年）

### バラエティ
- 天才てれびくん（NHK教育）ホットドッグ店員 役
- どうーなってるの?!（フジテレビ）再現VTR
- 最終警告!たけしの本当は怖い家庭の医学（朝日放送）再現VTR
- こたえてちょーだい!（2001年 - 2007年、フジテレビ）再現VTR
- わかってちょーだい!（2007年、フジテレビ）再現VTR
- おもいッきりイイ!!テレビ 「火曜おんなの劇場」（2008年、日本テレビ）再現VTR
- スパイスTV どーも☆キニナル!（2008年 - 2010年、フジテレビ）再現VTR
- Let's天才てれびくん（2014年、NHK Eテレ）
- 痛快TV スカッとジャパン（2015年 - 、フジテレビ）再現VTR

### その他のテレビ番組
- ごちそんぐDJ（2015年3月、NHK Eテレ）組合員 役

### 映画
- コータローまかりとおる!（1984年） - 面鯛子 役
- ザ・サムライ（1986年） - 松本典子の同級生 役
- ポストマン・ブルース（1997年）
- アンラッキーモンキー（1998年） - 町内会の役員 役
- 催眠（1999年） - 婦警 役
- ゴジラ×メガギラス G消滅作戦（2000年） - ゴミ捨て場の主婦 役[2]
- マネーざんす 『マスクマン』（2001年）
- 許されざる者（2003年）
- 1980（2003年）
- デコトラの鷲 祭りばやし（2003年）
- ロード88 出会い路、四国へ（2004年） - バス遍路のおばちゃん 役
- 千の風になって（2004年）
- 真夜中の弥次さん喜多さん（2005年） - 笑い女 役
- 容疑者 室井慎次（2005年） - 事務員 役
- ROBO☆ROCK（2007年） - 定食屋の女将 役
- 男たちの詩（午後3時3分15秒の観覧車）（2008年）
- ブラック会社に勤めてるんだが、もう俺は限界かもしれない（2009年）
- 川の底からこんにちは（2010年） - 中島さん 役
- ヒーローショー（2010年） - 主婦 役
- ぼくが処刑される未来（2012年） - 幸雄の母 役
- つやのよる ある愛に関わった、女たちの物語（2013年）
- 謝罪の王様（2013年） - 和服女性 役
- ボクの妻と結婚してください。（2016年）
- アズミ・ハルコは行方不明（2016年）
- 大怪獣チャランポラン祭り 鉄ドン（2017年）
- 私の夏休み（2017年） - 寮母 役[8]
- 馬の骨（2018年） - 木田百合子 役
- SUNNY 強い気持ち・強い愛（2018年）
- スーパー戦闘 純烈ジャー（2021年） - 紫のオフロディーテ 役[9][10]
- スーパー戦闘 純烈ジャー 追い焚き☆御免（2022年） - 紫のオフロディーテ 役

### オリジナルビデオ
- DVDマガジン「グラスホッパー!」VOL.3『流星課長』（2002年）
- 浅草哀歌 DACHI（2002年）
- DEAR GAGA（2022年） - 牧野 役

### CM
- 日立、白くまくん（2007年12月 - 2009年）
  - 『ステンレス母（省エネ大賞）』篇
  - 『ステンレス母とミスト母』篇
  - 『ステンレス母』篇
- ロッテ、ぎゅぎゅっと（2008年）
- 株式会社かんぽ生命保険、かんぽ生命 『かんぽさんと商店街篇』（2008年）
- 日本コカ・コーラ、ファンタ 『にゃんにゃん誤爆篇』（2015年）
- エン・ジャパン、エン転職（2015年）
- 森永製菓、ウイダーinゼリー 『夏篇』（2016年 - 2017年）
- キリンビール、キリン一番搾り生ビール 『満島ひかり 寿司屋の店主・しまあじ篇』（2018年）
- マルハン（2018年）

### WebCM
- ジェームス（2018年）

### MV
- GENERATIONS from EXILE TRIBE『DREAMERS』（2019年）

### 配信ドラマ
- 10年レター（2005年、日本郵政公社 手紙ドキドキプロジェクト）
- 相模鉄道 SOTETSU STORY 第2話（2017年10月2日、YouTube）スーパーのおばちゃん 役[11]
- 炎の転校生 第1話（2017年11月10日、Netflix）
- 連続10秒ドラマ『愛の停止線』 第2話 - 4話、6話 - 7話（2018年10月24日、YouTube）道子 役
- 地獄のガールフレンド 第3話（2019年11月8日、フジテレビオンデマンド）
- MALICE 第1話（2023年9月14日、U-NEXT） - 川上綾子 役